# Forêts subalpines de conifères de l'Himalaya occidental
Localisation
Les forêts subalpines de conifères de l'Himalaya occidental forment une écorégion terrestre définie par le Fonds mondial pour la nature (WWF), qui appartient au biome des forêts de conifères tempérées de l'écozone indomalaise. Elle occupe l'Ouest du Népal, les états indiens de l'Uttarakhand, de l'Himachal Pradesh, du Jammu-et-Cachemire, ainsi que l'Est du Pakistan (plus particulièrement la province pakistanaise du Gilgit-Balisthan). Ses forêts de conifères sont notamment dominées par Pinus wallichiana, Pinus gerardiana, Abies spectabilis, Abies pindrow et Picea smithiana.